# Carcinonemertes coei
Carcinonemertes coei är en djurart som tillhör fylumet slemmaskar, och som beskrevs av Humes 1942. Carcinonemertes coei ingår i släktet Carcinonemertes och familjen Carcinonemertidae. Inga underarter finns listade i Catalogue of Life.